# Швидкострільна гармата
Швидкострільна гармата — це артилерійський засіб, зазвичай гармата або гаубиця, яка має такі характеристики, що допомагають зброї весті швидкий вогонь. Швидкострільність була представлено у 1880-х та на початку 1890-х і мала помітний вплив на війну як на суші так і на морі.

## Історія

### Використання на морі

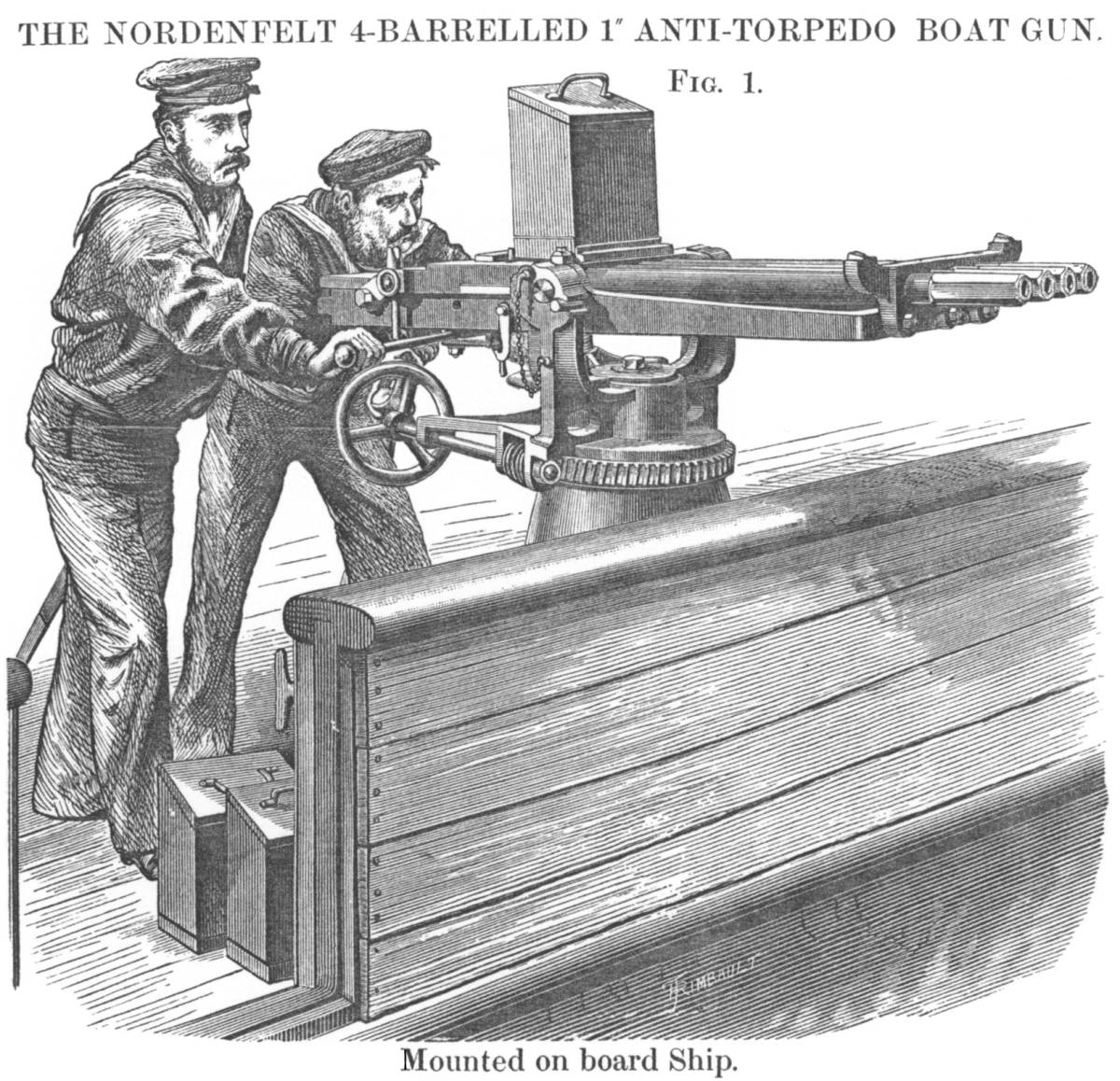
Ксилографія зображує двох стрільців Королівських ВМС у дії за 1-дюймовим кулеметом Норденфельта, перші практичні стрільби.

Королівські ВМС у 1881 видали запит на швидкострільну гармату, яка могла б вести вогонь мінімум 12 пострілів за хвилину. Така швидкострільність була необхідна для боротьби з першими торпедами та торпедними човнами, які становили значну загрозу великим кораблям Королівських ВМС.
Першою швидкострільною легкою гарматою став 1-дюймовий кулемет Норденфельта, побудований у Британії в 1880. Гармату розробили для захисту великих кораблів від нових малих швидких торпедних човнів, які з'явилися наприкінці 1870-х на початку 1880-х. Гармата була збільшеним зразком механічного «кулемета» Норденфельта гвинтівкового калібру розроблена Хельге Палмкранцем. Гармата стріляла унітарними набоями зі сталевою кулею та латунною гільзою.
Гармата мала версії з одним, двома та чотирма стволами. Заряджання відбувалося згори, кулі завдяки силі тяжіння з бункеру подавалися по окремим каналам до кожного стволу. Стрілець заряджав і стріляв з гармати рухаючи вперед-назад важіль на правій стороні гармати. Штовхаючи важіль назад він екстрактував стріляні гільзи, штовхаючи вперед перезаряджав всі стволи, і завершувався рух вперед одночасним пострілом зі всіх стволів. Гармата працювала як органна гармата, стріляючи чергами, на відміну від сучасних системам Гатлінга і звичайні кулемети, таких як кулемет Максима, який міг вести вогонь безперервно.
Вона була замінена у середині 1880-х новим поколінням гармат Hotchkiss та Норденфельт «QF» калібрів 47 мм та 57 мм які стріляли «загально-спрямованими» снарядами вагою 3–6 фунтів.

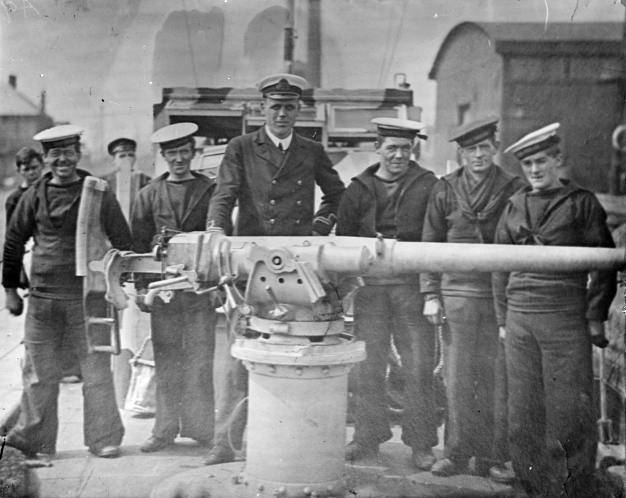
Палубна установка швидкострільної гармати 3-pounder Hotchkiss Королівських ВМС, перша сучасна швидкострільна гармата, 1915.

З 1886 року французька фірма Hotchkiss почала випуск легких морських гармат QF 3 pounder калібру 47 мм. Гармата ідеально підходила для захисту від швидких малих суден, такі як торпедні катери, і була негайно прийнята на озброєння Королівських ВМС під позначенням «Ordnance QF 3 pounder Hotchkiss». Її за ліцензією будувала компанія Elswick Ordnance Company.
Королівські ВМС встановили гармату QF 4.7-inch на HMS Sharpshooter у 1889, а гармату QF 6-inch MK 1 на HMS Royal Sovereign, який спустили на воду в 1891. За ними швидкострільні гармати почали використовувати в флотах інших країн; французькі ВМС почали встановлювати швидкострільні гармати на кораблі в 1894-5.
Швидкострільні гармати стали основною рисою пре-дредноутів, які створювали у 1890-х. Швидкострільні гармати, не могли пробивати товсту броню, але були здатні руйнувати надбудови ворожих лінкорів, стріляти освітлювальними снарядами та знищувати розрахунки гармат. З ростом швидкострільності важких гармат, роль швидкострільних гармат у боях почала зменшуватися на початку 1900-х, хоча швидкострільні гармати все ще могли захищати лінкори від атак торпедних катерів та есмінців, а також вони стали основним озброєнням малих суден.

### Використання на суші

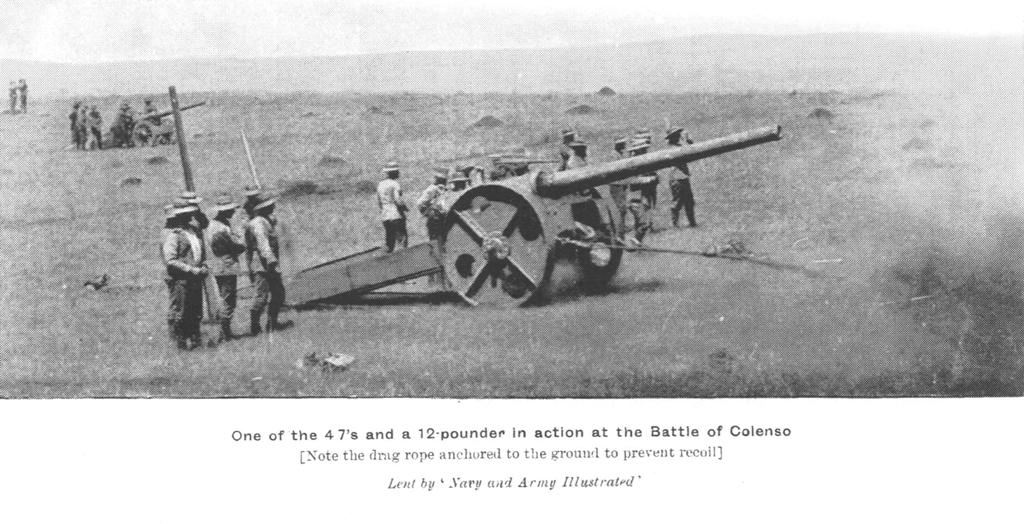
Швидкострільна 4.7 дюймова гармата на лафеті «Персі Скотт» у битві при Коленсо.

Перша швидкострільна польова гармата була створена Володимиром Барановським у 1872-5, яка була офіційно прийнята на озброєння російськими військовими у 1882.
На суші, швидкострільні польові гармати були вперше прийняті на озброєння французькою армією, починаючи з 1897 Canon de 75 modèle 1897, яка виявилася дуже успішною. Інші країни швидко скопіювали швидкострільні гармати.
Гармата QF 4.7-inch Mk I—IV спочатку випускалася для використання на флоті, а також у береговій артилерії. Британці під час Другою бурської війни воювали проти далекобійної артилерії бурів. Капітан Персі Скотт HMS Terrible розробив сталеві лафети для двох 4,7 дюйма (120 мм) гармат з берегового захисту Кейптауну, для боротьби з бурською гарматою «Довгий Том» під час облоги Ледісміта в 1899—1900.
Скотт розробив колісні лафети для 4.7 дюймових гармат, щоб була можливість використовувати важкі польові гармати на відстані від берегових батарей та кораблів. Ці імпровізовані лафети не мали гальм відкоту, тому ці гармати попереду кабелем кріпили до імпровізованих якорів перед пострілом. Розрахунки цих гармат складалися з матросів Королівських ВМС і потребували для пересування 32 волів.
Першою війною в якій широко використовували швидкострільні гармати була російсько-японська війна 1904-5.
Швидкострільні гаубиці були створені для ведення вогню із закритих позицій. Традиційні гаубиці використовували для знищення невидимих цілей, але вони повільно наводилися на ціль і перезаряджалися. Швидкострільна зброя могла вести сильний обстріл, а тому це був основний режим її використання протягом 20-го століття.

## Характеристики
Основними характеристиками швидкострільних гармат є:
- Амортизатори для зменшення відбою, щоб ствол міг швидко повернутися у бойове положення.
- Механізм казенника дозволяв швидке перезаряджання
- Унітарні набої. (Цей критерій інколи вважають основним показником швидкострільності, але деякі швидкострільні гармати мають роздільне заряджання, тобто спочатку заряджається снаряд, а потім метальний заряд).
- Використання 'бездимного пороху' — нітроцелюлози, нітрогліцерину або кордиту — який давав менше диму ніж чорний порох, давав змогу розрахунку слідкувати за ціллю.

Ці нововведення значили, що швидкострільна зброя могла стріляти швидше ніж стара зброя. Наприклад, 4.7-in гармата робила 10 пострілів за 47,5 секунд у 1887, майже в вісім разів швидше ніж еквівалентна 5-дюймова казнозарядна гармата.

## Примтіки
1. ↑  Spencer Tucker (2012). Almanac of American Military History, Volume 1. ABC-CLIO. с. 1166. Архів оригіналу за 29 липня 2016. Процитовано 21 травня 2018.
2. ↑  Британці традиційно позначали невеликі боєприпаси за вагою своїх стандартних снарядів, в цьому випадку приблизно 3 фунти (1,4 кг).
3. ↑  Gardiner, Robert; Lambert, Andrew, ред. (2001), Steam, Steel and Shellfire: The Steam Warship, 1815-1905, Conway's History of the Ship, Book Sales, ISBN 978-0785814139, p. 161
4. ↑  Shirokorad, Aleksandr. 2,5 дм. (63,5 мм.) конная и горная пушки обр. 1877 г. [2.5 in. (63.5mm) Cavalry and Mountain Guns Model 1877] (Російська) . Архів оригіналу за 22 квітня 2012. Процитовано 21 травня 2018. [Архівовано 2012-04-22 у Wayback Machine.]
5. ↑  История артиллерии с середины XIX в. до 1917 г. [The history of artillery from the middle of the 19th century up to 1917] (Російська) . Military Historical Museum of Artillery, Engineers and Signal Corps. Архів оригіналу за 27 січня 2012. Процитовано 21 травня 2018. [Архівовано 2012-01-27 у Wayback Machine.]
6. 1 2 3  Hall 1971.
7. ↑  Bidwell, Shelford; Graham, Dominick (1982), Fire-Power: The British Army: Weapons and Theories of War, 1904-1945, Allen and Unwin, ISBN 9780049421769, OCLC 9687161, pp. 11–13